# Sunshine Sport Club
Le Sunshine SC est un ancien club seychellois de football, basé à Victoria. 
Le club a été fondé en 1993 et a fusionné en 2007 avec Saint-Louis FC pour donner naissance au club de Saint-Louis Suns United.

## Palmarès
- Championnat des Seychelles
  - Champion en 1995

- Coupe des Seychelles
  - Vainqueur en 2000